# 抗日救亡运动

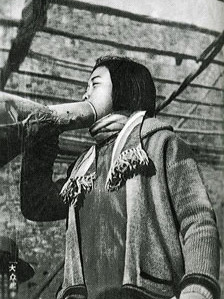
清华大学女学生陆璀在北平西直门外进行抗日演讲。

抗日救亡运动又稱抗日民主運動是1931年日本发动九·一八事变侵占中国东北后，中国人民反对日本侵略、吁请中华民国国民政府出兵抗日的社会运动。又被定性為爱国民主运动。

## 背景

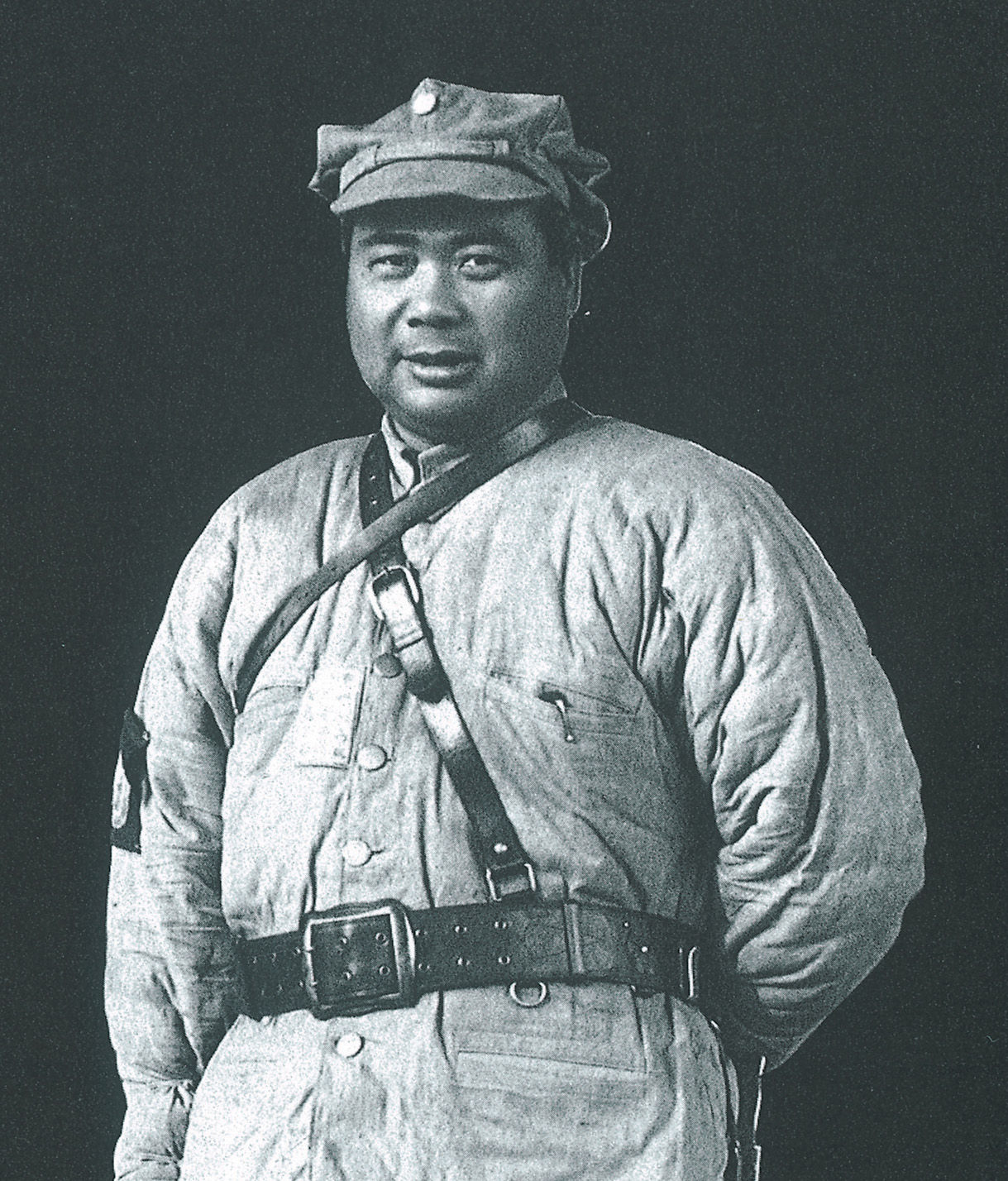
冯玉祥

1927年，大日本帝国首相田中义一主持召开了“东方会议”，会议提出“把满洲从中华民国本土分裂出来，自成一区，置于日本势力之下”的战争方针。
1931年9月18日夜晚，大日本帝国关东军炸毁了南满铁路柳条湖段轨道，并且嫁祸给中华民国守军，炮轰东北军据地，武力夺取沈阳，制造了“九·一八事变”。
1932年，大日本帝国扶持清朝末代皇帝溥仪，建立了满洲国。中华民国东北省份被大日本帝国分割出去。

## 经过

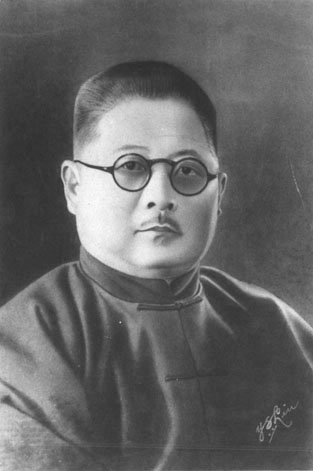
吉鸿昌

1931年，九·一八事变发生之后，中国共产党和日本共产党共同发表了《为日本强占东三省宣言》；9月22日，中国共产党中央委员会作出了《关于日本帝国主义强占满洲事变的决议》；9月30日，中共中央发表了《中国共产党为日本帝国主义强占东三省第二次宣言》；各文件强烈谴责了大日本帝国的侵略罪行，同时作出了“发动群众斗争”的战略决策。
1931年，马占山脱离东北军，成立了义勇军，全称“黑龙江省民众抗日救国义勇军”。从1931年11月4日到1932年，先后发动战役四十余次，对吉林市、沈阳市、长春市和哈尔滨市等重大交通枢纽进行了猛烈攻击。被誉为“孤军御寇，忠勇堪称，为民国增光”。
1932年，中国共产党大批干部和士兵前往东北省，组织抗日游击队。
1933年，中国国民党冯玉祥同中国共产党吉鸿昌组织了“察哈尔民众抗日同盟军”，收复多伦，并且把日军赶出了察哈尔省。
1935年，大日本帝国为攻占华北而制造了“华北事变”。
1935年年底，中国共产党在陕北瓦窑堡召开了“瓦窑堡会议”，发表了“建立抗日民族统一战线”的方针。
1935年12月9日，北平学生数千人举行游行示威，高呼“打倒日本帝国主义”、“停止内战、一致对外”、“反对华北自治”，历史称为“一二·九运动”。“一二·九运动”标志着抗日救亡运动的高潮。
1936年，中共满洲省委将抗日游击队组织成为“抗日联军”，抗日联军主要负责人为杨靖宇、周保中、李兆麟。
1937年，中国共产党和中国国民党组织成立了“国民革命军”，中华民国发表了《国共合作宣言》，标志着抗日民族统一战线的正式形成和抗日救亡运动的结束，而全面抗日战争也正式开始。

## 影响
抗日救亡运动是全面抗日战争的前奏，它唤醒了中华大地上麻木和沉睡中的人民，农民、工人、学生、资产阶级，一切不同职业和不同身份的人群都意识到了民族危亡的危机，使得中华大地上的人民空前的团结起来，进行抗日行动。